# Curt Haagers -88
Curt Haagers 88 är ett studioalbum från 1988 av det svenska dansbandet Curt Haagers. Det placerade sig som högst på 38:e plats på den svenska albumlistan.

## Låtlista
1. Den blinda flickan - (trad.arr: Lars O.Carlsson text: Laila Westersund)
2. Drömmer om dej (Wom Winde Werweht) - (J.Frankfurter-K.Almgren)
3. Mary Bell - (Bidrag till Melodifestivalen 1988) (P.Sahlin-S.Wigfors)
4. När du går över floden (P.Karlsson)
5. Volare (instr.) - (D.Modugno)
6. Mona Mona - (Candy de Rouge-P.Hermansson
7. Låt oss börja om på nytt - (J.Vison)
8. Nu har det hänt igen - (H.Rytterström)
9. Mio min Mio - (Benny Andersson-Björn Ulvaeus)
10. Min Angelique - (B.Månsson)
11. Marina - (Rocco Granata-Owe Meier-Leggard)
12. Gör det igen - (M.Rådberg-I.Forsman)
13. Alla människor på vår jord - (Seller-Marcus-Benjemen-P.Hermansson)
14. En kväll i Spanien - (The Spanish Night is over) (D.Grabowski-Simons-Niehaus-Spiro-C.Lundh

## Listplaceringar
| Lista (1988) | Topplacering |
| ------------ | ------------ |
| Sverige      | 38           |